# Wietzen
Wietzen è un comune di 2 095 abitanti, della Bassa Sassonia, in Germania.
Appartiene al circondario (Landkreis) di Nienburg (Weser) (targa NI) ed è parte della comunità amministrativa (Samtgemeinde) di Weser-Aue.